# Lepäinen
Lepäinen med Uuluoto är en ö i Finland. Den ligger i Bottenhavet och i kommunen Nystad i den ekonomiska regionen  Nystadsregionen i landskapet Egentliga Finland, i den sydvästra delen av landet. Ön ligger omkring 68 kilometer nordväst om Åbo och omkring 210 kilometer väster om Helsingfors.
Öns area är 2,91 kvadratkilometer och dess största längd är 3,2 kilometer i sydväst-nordöstlig riktning. Den är förbunden via vägbankar åt öster med först den lilla ön Kalpanputa sedan Uuluoto och Junninkari som sedan har broförbindelse med Iso Pirkholma. Fast vägförbindelse finns också norrut via ön Katavainen.

## Några delöar med egna namn
- Kalpanputa 60°49′08″N 21°16′36″Ö / 60.81875°N 21.2766°Ö
- Uuluoto 60°49′08″N 21°16′36″Ö / 60.81875°N 21.2766°Ö
- Fiskoli (södra delen av Uuluoto) 60°49′07″N 21°17′18″Ö / 60.81865°N 21.28831°Ö
- Junninkari 60°49′27″N 21°16′56″Ö / 60.82426°N 21.28232°Ö